# 科克勒姆 (密蘇里州)
科克勒姆（英語：Cockrum）是位於美國密蘇里州鄧克林縣的非建制地區。

## 歷史
科克勒姆的郵局於1886年設立，其後於1895年停運。

## 地理
科克勒姆所處的海拔為高於海平面74米（即243英呎），而該地所採用的時區為UTC-6，即北美中部時區（CST）。同時該地設有夏令時間，為UTC-6調快一小時，即UTC-5（CDT）。